# Historia Brittonum
Historia Brittonum, česky Britské dějiny či doslova Dějiny Britonů je raně středověké latinsky psané dílo o historii Británie, zvláště Walesu a jejich keltských obyvatelích Britonech. První verze byla napsána krátce po roce 833 a další redakce vznikaly až do 11. století. Tradičně je za autora tohoto díla považován Nennius, velšský mnich z 9. století. Obsahuje nejstarší zmínku o rytíři Artušovi.

## Obsah
Samotný text je sbírkou citátů, chronologických úvah, glos a souhrnů založených na starších materiálech, z nichž mnohé již neexistují. Spolehlivost údajů je nejistá, a to jak jednotlivých článků, tak i celého díla. Text byl upravován, revidován a doplňován v období od původního vzniku až po verzi, která se dochovala. Snahou autora bylo vytvořit kroniku po vzoru irských historiků té doby. Podobně jako Bedova Historia ecclesiastica gentis Anglorum je popisem historie anglické církve té doby, je Historia Brittonum jediným pramenem zachycujícím historii Walesu. Podle výzkumů anglického historika N. J. Highama (* 1951) byla napsána pro Merfyna Fryche, krále Gwyneddu v letech 825 až 844.

## Autor
Tradičně se autorství tohoto historického díla připisuje Nenniovi, waleskému mnichovi z 9. století. Nicméně množství recenzí ukazuje na možnost, že autorem byl i svatý Gilda. Výzkumy ukazují, že první informace o autorství Nennia pochází z 10. století a jejím zdrojem je písař jedné z kopií tohoto díla, který si poznamenal Nennia jako zdroj informací.

## Rytíř Artuš
Historia Brittonum má velký význam jako zdroj legendy a mýtů vzniklých kolem Artuše, kterého jmenuje jako vojevůdce (dux bellorum), ale nikoli krále. Dílo je zdrojem několika příběhů spjatých s touto legendami opředenou postavou, které byly převzaty v dílech dalších:
- příběh o Vortigenovi, který dovolil Sasům osídlit Británii za to, že si vzal za ženu Hengestovu dceru;
- Vortigen se pokusil postavit pevnost poblíž Snowdonu. Poté, co neuspěl, pozval si Ambrosia Aureliana, kterého Geoffrey z Monmouthu v pozdějším převyprávění tohoto příběhu spojil s kouzelníkem Merlinem;
- báseň o 12 Artušových bitvách, z nichž některé jsou mu přiřčeny neprávem;
- Historia také obsahuje výčet zázraků, z nichž některé jsou spojené s Artušem.